# هجوم الموجات البشرية

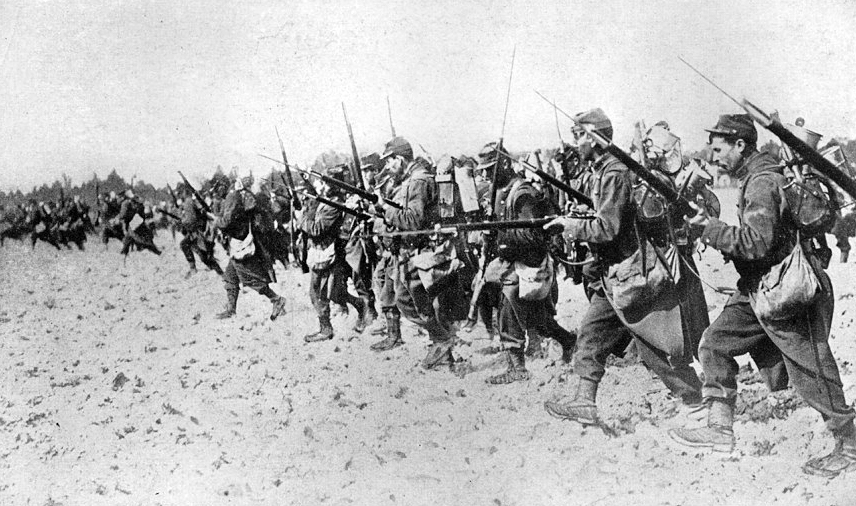
هجوم لقوات المشاة الفرنسية خلال الحرب العالمية الأولي

هجوم الموجات البشرية هو تكتيك عسكري هجومي يقوم على أساس حشد قوات المشاة ودفعها على النقاط الدفاعية للعدو اعتمادا على كثرتها العددية وبغض النظر عن الخسائر البشرية المحتملة للهجوم والذي يتم بشكل جبهوي عن طريق دفع موجات بشرية متتالية لإرهاق قوات الخصم المدافعة، واستنزاف قوتها النارية وإنزال الخسائر بها، واكتشاف نظامها الدفاعي والناري ونقاط الضعف، التي يمكن استغلالها، ثم دفع موجات جديدة من المقاتلين إلى الاختراق وتدمير العدو، الذي يصبح غير قادر على مواصلة القتال.